# پارک نویاماکیتا روکودویاما
پارک نویاماکیتا روکودویاما (به ژاپنی: 野山北・六道山公園) در منطقهٔ موساشیمورایاما در توکیو پایتخت ژاپن واقع شده‌است .  از نظر مساحت بعد از پارک یادبود شووا دومین پارک بزرگ توکیو محسوب می شود.

## رسیدن به پارک
- جی‌آر، خط چوئو-هونسن، ایستگاه تاچیکاوا خروج از در شمالی. سپس با اتوبوس‌هایی که بطرف هاکونه گازاکی (箱根ヶ崎駅) حرکت می‌کنند، باید تا  ایستگاه اتوبوس مینه (峰) رفت.